# Svoboda (Pazardzhik)
Svoboda (en idioma búlgaro: Свобода = libertad) es un pueblo de la provincia de Pazardzhik, en Bulgaria. 

## Demografía
En 2005 su población era de 218 personas. 
En él se encuentra la mina de cobre "Mina Radka", a 5 km al sur.